# Нусхоф
Нусхоф (нем. Nusshof) — коммуна в кантоне Базель-Ланд, Швейцария. Входит в состав округа Зиссах.
Население составляет 199 человек (на 31 декабря 2007 года). Официальный код — 2854.